# Prvić

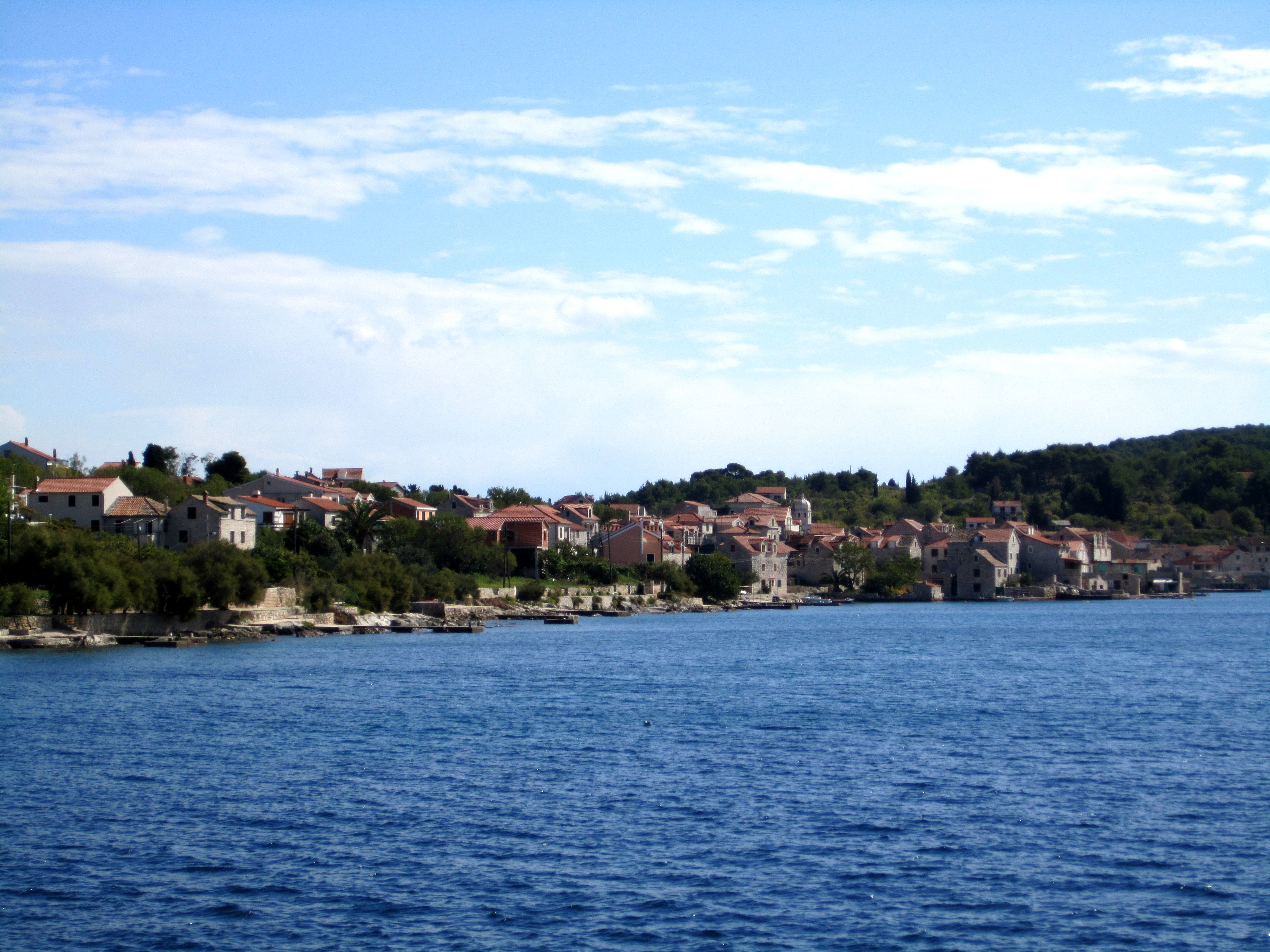
Prvić Šepurine

Prvić (italsky Provicchio) je malý ostrov v Jaderském moři. Je součástí Chorvatska, leží v Šibenicko-kninské župě a je součástí Šibenického souostroví. V roce 2011 žilo na celém ostrově 403 obyvatel, z toho 239 ve vesnici Prvić Šepurine a 164 ve vesnici Prvić Luka.
Většími sousedními ostrovy jsou Logorun, Lupac, Tijat a Zlarin.